# Maurica joiceyi
Maurica joiceyi là một loài bướm đêm thuộc phân họ Arctiinae, họ Erebidae.